# Нектарка золотоголова

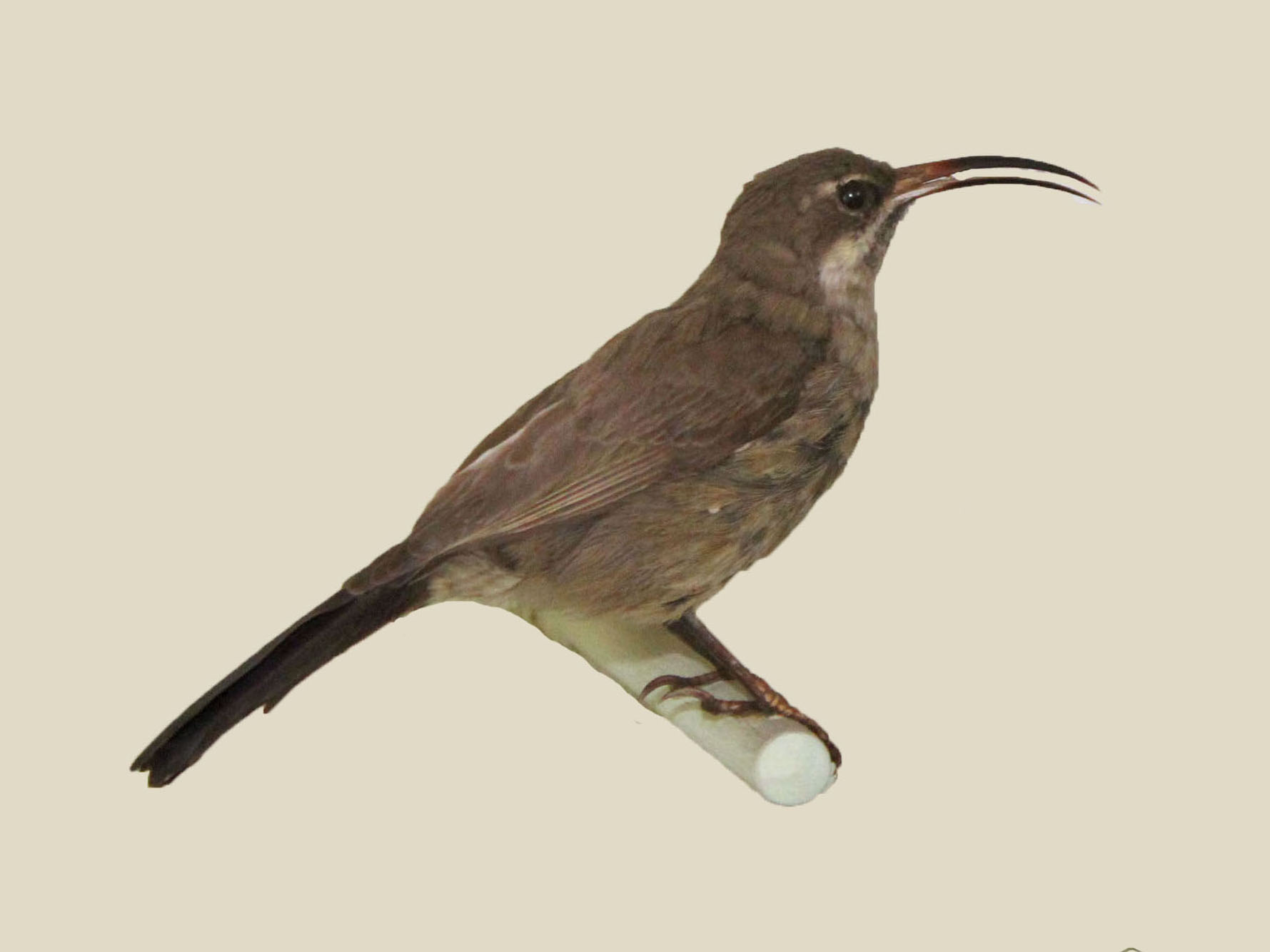
Опудало самиці золотоголової нектарки (Національний музей Найробі)

Некта́рка золотоголова (Nectarinia tacazze) — вид горобцеподібних птахів родини нектаркових (Nectariniidae). Мешкає в Східній Африці.

## Підвиди
Виділяють два підвиди:
- N. t. tacazze (Stanley, 1814) — Ефіопія і Еритрея;
- N. t. jacksoni Neumann, 1899 — від Південного Судану до північної Танзанії.

## Поширення і екологія
Золотоголові нектарки поширені в Ефіопії, Еритреї, Південному Судані, Кенії, Танзанії і Уганді. Вони живуть в саванах, у вологих гірських тропічних лісах, високогірних чагарникових заростях, на гірських луках, на полях і плантаціях, в парках і садах. Зустрічаються на висоті від 1800 до 4200 м над рівнем моря.